# Stanisław Zawisza
Stanisław Zawisza Dowgiałło herbu Zadora – stolnik kowieński w latach 1775–1778, miecznik kowieński w latach 1754–1765.
W 1764 roku był elektorem Stanisława Augusta Poniatowskiego z powiatu kowieńskiego.